# Veitsbronn
Veitsbronn er en kommune i Landkreis Fürth i Regierungsbezirk Mittelfranken i den tyske delstat Bayern. Den er administrationsby i Verwaltungsgemeinschaft Veitsbronn.

## Geografi
Veitsbronn ligger ved floden Zenn.

### Nabokommuner
Nabokommuner er (med uret fra nord):
- Obermichelbach
- Fürth
- Seukendorf
- Cadolzburg
- Langenzenn
- Puschendorf
- Tuchenbach

### Inddeling
Udover hovedbyen Veitsbronn består kommunen af følgende landsbyer og bebyggelser:
- Bernbach
- Kagenhof
- Kreppendorf
- Raindorf
- Retzelfembach
- Siegelsdorf

## Weblinks
- Wikimedia Commons har flere filer relateret til Veitsbronn